# 孔乙己
『孔乙己』（こういっき、コンイーチー）は、中国の作家、魯迅によって1919年に雑誌『新青年』に発表された短編小説。のちに魯迅の最初の作品集である『吶喊』（1923年）に収録された。
日本におけるタイトル及び主人公の呼び名は、古い時代の翻訳では日本音の「こういっき」が用いられたが、21世紀には中国語読みに近い「コンイーチー」が用いられるケースが出ている。

## 概要
『孔乙己』は五四運動前、『狂人日記』についで書かれた魯迅二篇目の白話小説である。 主人公の孔乙己は秀才に受からなかった文人として描かれている。貧しい庶民ばかりが来る酒屋で、知識人の身なりで唯一現れる「孔乙己」だが、その知識は「茴香豆の『回』という字の何種類かある書き方」のような時代遅れな知識で、尊厳はなく酒屋の人々に嘲笑されている。ただ孔乙己は酒好きで筆耕の料金が入るとすぐに来るが、最終的には窃盗を働いて見つかり、半殺しにされて障害者になり、掛け売りの代金を残したまま姿を消してしまう。歴史学者の宮崎市定は、孔乙己は野垂れ死にしたのであろうと推定している。
発表当時、中国では科挙制度の影響で古典だけは読めるが実際の生活上の技術を持たない読書人が社会問題になっていた。当作は、孔乙己をこのような笑い草にされながらも哀れな下層の人間像として描き、人と人の間の無関心を暴き出している。

## 舞台となった店
木口堅太郎によれば、舞台となった酒屋は紹興の魯迅の実家の前にある店で、酒屋が客にも飲ませるいわゆる角打ちの店であるという。つまみが茴香豆や竹の子の煮付けなど簡素なものばかりなのはそのせいで、紹興酒の老酒を飲ませていたようである。

## 社会的影響
当作は長らく中国本土の高級中学（日本の高等学校普通科に相当）と初級中学（日本の中学校に相当）の「語文」（国語）の教科書に採用されている。1993年度から2003年度には、香港中学会考の中国語の教材にも収録されていた。
小説の中で孔乙己は書物を窃盗する人物として描かれていることから、現在でも中国では「孔乙己」は書店や図書館で本を窃盗する人物の代名詞として用いられる。
2023年には中国での就職難に伴い再評価されている。大学を卒業してもホワイトカラーには就職できないが肉体労働はつきたくないという主人公に共感を覚えた若者により「孔乙己文学」と呼ばれるインターネットミームも登場した。